# Nannija
Nannija – według Sumeryjskiej listy królów siódmy, ostatni władca IV dynastii z Kisz. Dotyczący go fragment brzmi następująco:
„Nannija (z Kisz), kamieniarz, panował przez 7 lat”.
Następnie Sumeryjska lista królów stwierdza, iż „Kisz zostało pokonane, a (siedziba) królestwa została przeniesiona do Uruk”.